# North Holland
North Holland Publishing Company est une maison d'édition scientifique néerlandaise basée à Amsterdam qui a été absorbée par Elsevier en 1970. 

## Historique
La maison d'édition est créée en 1931 en tant que section de l'Académie royale des sciences des Pays-Bas dédiée à ses publications. Le capital de l'entreprise est faible car l'académie couvrait les frais d'impression. En 1931, M. D.  Frank (1913-1995) rejoint la maison d'édition. Libraire de formation, il a également travaillé à la société d'édition Akademische Verlagsgesellschaft de Leipzig, où il a noué des contacts importants, à Paris et à New York. Il a saisi l'opportunité d'éditer des guides de comptabilité pour petites entreprises après l'adoption d'une loi aux Pays-Bas obligeant le propriétaire de ces petites entreprises à passer un test de compétences en comptabilité. Les ventes des guides sont excellentes et Frank devient directeur adjoint en 1939.

## Après la guerre
Après la guerre et l'occupation, il devient en 1946 directeur et se rend aux USA où il renouvelle d'anciens contacts, entre autres avec l'éditeur Interscience, qui avait été fondé en 1940 par des émigrants (M. Dekker et E. Proskauer, qu'il connaissait de la société Akademische Verlagsgesellschaft de Leipzig) repris par Wiley. Les éditions en anglais de North Holland ont été publiées par Interscience. En 1963, Frank a repris l'entreprise. 
En 1949, la maison d'édition ne compte que quatre employés, ils sont dix en 1955 et en 1958 le chiffre d'affaires dépasse le million de florins. 
Le premier succès vient avec des livres de physique en 1948, notamment Nuclear Forces de Léon Rosenfeld. En 1956 est fondée la revue Nuclear Physics et en 1962 Physics Letters (en écho aux Physical Review Letters américaines) et en 1967 la Chemical Physics Letters. Dans le domaine de la logique et des mathématiques, la série Studies in Logic and the Foundations of Mathematics est fondée en 1949 ; les actes du 10e congrès international de philosophie à Amsterdam et, en 1954, du Congrès international des mathématiciens à Amsterdam sont publiées. 
En médecine, le Handbook of Clinical Neurology a été publié et les revues European Journal of Pharmacology (1967) et FEBS Letters (1968) sont créées. D'autres revues de physique (dirigées par Wimmers) dans les années 1960 étaient Crystal Growth, Optics Communications et Surface Science . 

## Fusion
La maison d'édition Elsevier a finalement pris le contrôle de la Hollande du Nord en 1970. Au début, il s'agissait d'une fusion, mais rapidement il ne restait que le nom de la société Elsevier. North Holland est devenue une filiale de l'éditeur.